# Bella Donna
Bella Donna – amerykański film z 1923, oparty na noweli o tym samym tytule, której autorem był Robert Smythe Hichens i jego druga ekranizacja (pierwsza miała miejsce w 1915). Pierwszy film amerykański z udziałem Poli Negri. Kopia jest prawdopodobnie przechowywana w Moskwie.

## Obsada
- Pola Negri – Bella Donna
- Conway Tearle – Mahmoud Baroudi
- Conrad Nagel – Nigel Armine
- Adolphe Menjou – Mr. Chepstow
- Claude King – Doctor Meyer Isaacson
- Lois Wilson – Patricia
- Antonio Corsi – Fortune Teller
- Macey Harlam – Ibrahim
- Robert Schable – Doctor Hartley